# Guellayhuasin
Guellayhuasin (posiblemente del quechua q'illay hierro, casa wasi) es un sitio arqueológico en Perú. Se encuentra al noroeste del distrito de Pallanchacra, provincia de Pasco en el departamento de  Pasco, a una altitud de 3.167 metros (10.390 pies).